# Rechtbank Middelburg

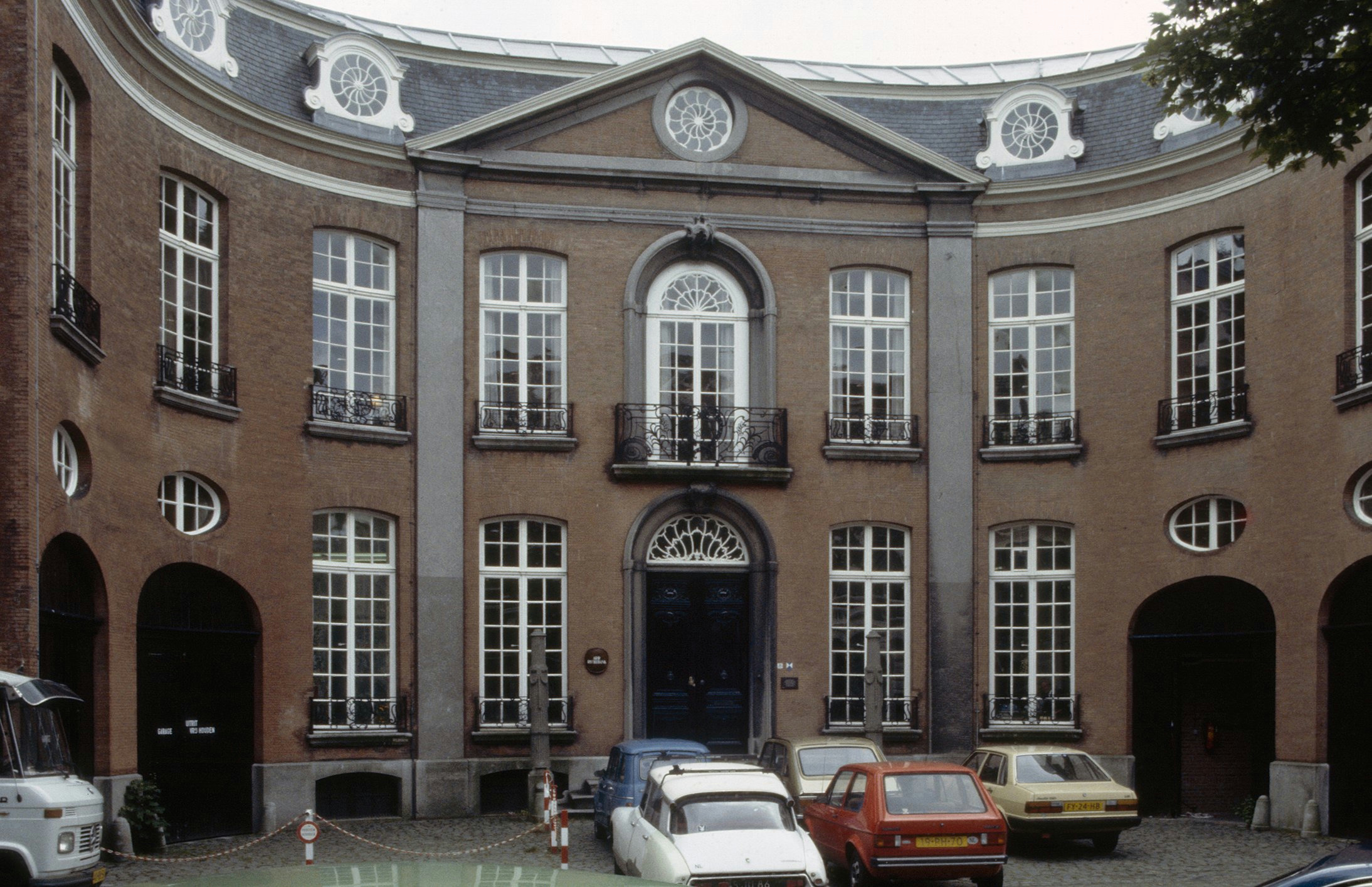
de oude rechtbank in Middelburg

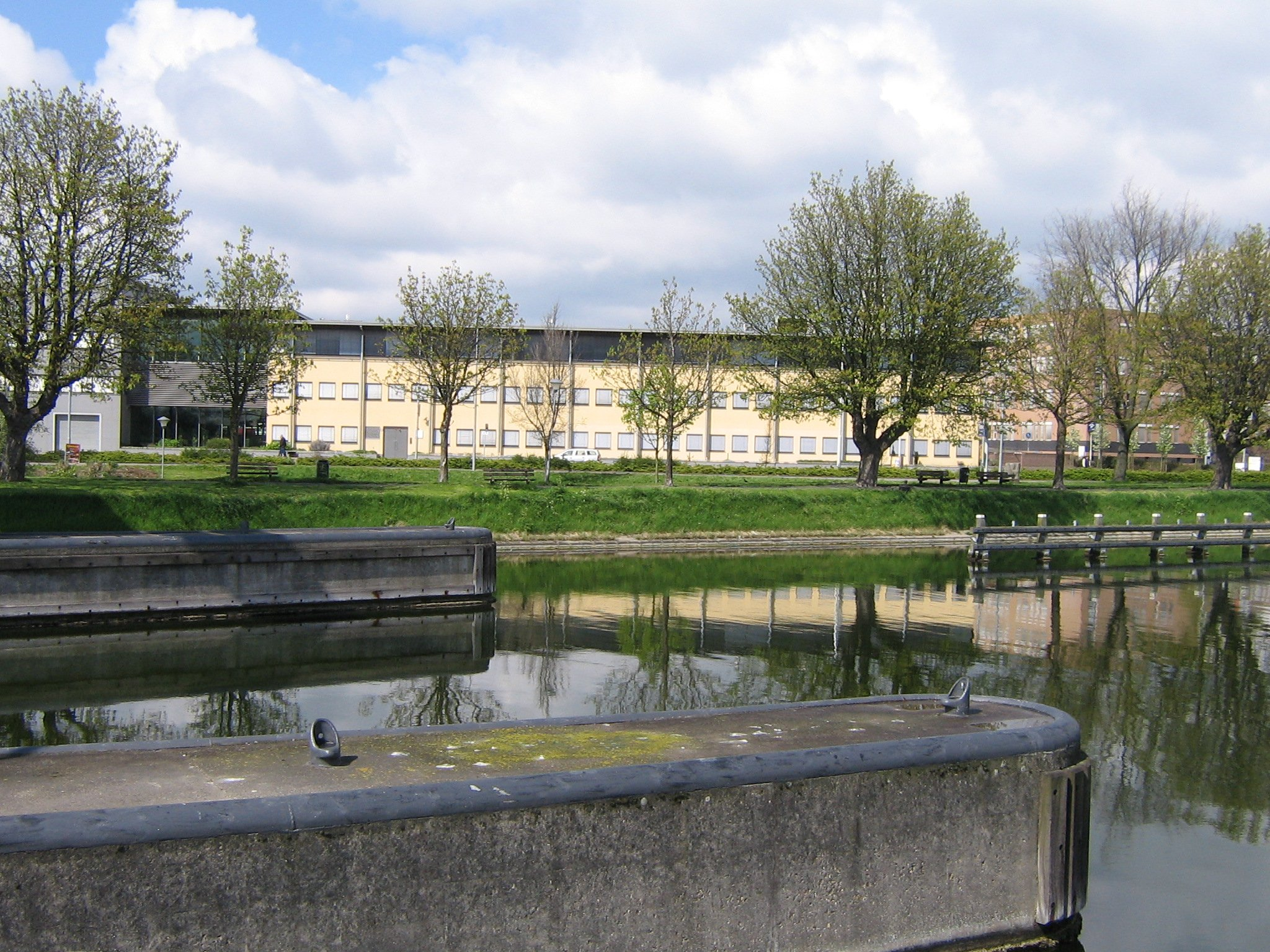
Gerechtsgebouw Middelburg

De rechtbank Middelburg was van 1838 tot 2013 een rechtbank in Nederland. Ten tijde van de opheffing omvatte het arrondissement de gehele provincie Zeeland. Zeeland was ooit verdeeld in twaalf kantons. In 2012 waren er daar nog twee van over: Middelburg en Terneuzen.
De rechtbank was jarenlang gevestigd in het Van de Perrehuis in Middelburg. In 1995 verhuisde de rechtbank naar een nieuw gebouw aan de Kousteensedijk naar ontwerp van Hubert-Jan Henket.
Bij de herziening van de gerechtelijke kaart in 2013 werd Middelburg samengevoegd met Breda tot de nieuwe rechtbank Zeeland-West-Brabant. Middelburg bleef een volwaardige zittingsplaats, maar Terneuzen is inmiddels gesloten.